# Duncan McTier
Duncan McTier (* 1954 in Worcestershire) ist ein britischer Kontrabassist und Musikpädagoge.

## Leben und Wirken
Duncan McTier absolvierte zunächst ein Mathematikstudium an der Universität Bristol, bevor er seine Tätigkeit als Kontrabassist im BBC Symphony Orchestra und als Solobassist im Niederländischen Kammerorchester (Nederlands Kamerorkest) aufnahm. 1982 war er Preisträger beim Internationalen Kontrabasswettbewerb Isle of Man.
Als Solist konzertierte er in mehr als zwanzig europäischen Ländern und arbeitete mit Orchestern zusammen wie unter anderem dem Royal Scottish National Orchestra, dem English Chamber Orchestra, dem BBC Symphony Orchestra, der Academy of St. Martin in the Fields, dem Scottish Chamber Orchestra, dem Orchestre de Chambre de Lausanne, dem Concertgebouw Chamber Orchestra und dem Radio Sinfonie Orchester Spanien.
Als Professor für Kontrabass unterrichtete er an der Royal Academy of Music in London sowie an der Zürcher Hochschule der Künste und lehrt seit 2007 an der Escuela Superior de Música Reina Sofía in Madrid. Außerdem gibt er weltweit Meisterkurse, unter anderem Sommerkurse an der Académie de Musique de Sion.
Komponisten wie Peter Maxwell Davies, Robin Holloway, John Casken, John Hawkins und Gavin Bryars schrieben Kompositionen für ihn und er veröffentlichte mehr als 50 Tonaufnahmen für Radio- und Fernsehsender sowie Schallplatten und CDs.